# Samuel Moore (homme politique)
Pour les articles homonymes, voir Samuel Moore et Moore.
Samuel Moore, né le 8 février 1774 dans le New Jersey et mort le 18 février 1861, est un membre de la Chambre des représentants des États-Unis originaire de Pennsylvanie.

## Biographie
Samuel Moore est né à Deerfield, dans le New Jersey (aujourd'hui Deerfield Street). Il obtient son diplôme à l'université de Pennsylvanie à Philadelphie en 1792, puis travaille comme professeur à l'université de 1792 à 1794. Il a étudié la médecine et a exercé à Dublin, en Pennsylvanie, puis à Greenwich, dans le New Jersey. Moore a passé plusieurs années à faire du commerce avec les Indes orientales. Il retourne dans le comté de Bucks, en Pennsylvanie, et en 1808, il achète et exploite des moulins à grains et à huile à Bridge Point, en Pennsylvanie (aujourd'hui Edison), près de Doylestown. Plus tard, il a construit et exploité une scierie et une usine de laine.
Moore est élu républicain au quinzième Congrès pour combler la vacance causée par la démission de Samuel D. Ingham. Il est réélu aux seizième et dix-septième congrès, jusqu'à sa démission le 20 mai 1822. Il a été président de la commission des affaires indiennes de la Chambre des représentants des États-Unis pendant le dix-septième Congrès. Le 15 juillet 1824, le président James Monroe le nomme directeur de la Monnaie des États-Unis, poste qu'il occupera jusqu'en 1835. Moore s'installe à Philadelphie, en Pennsylvanie, où il s'intéresse à l'exploitation et à la commercialisation du charbon. Il est président de la Hazleton Coal Company jusqu'à sa mort à Philadelphie en 1861. Samuel Moore est enterré au cimetière de Woodlands.
En 1832, la fille de Moore, Elizabeth, épouse Clement Finley, qui deviendra plus tard le 10e chirurgien général de l'armée américaine.